# Kyrill Wladimirowitsch Romanow

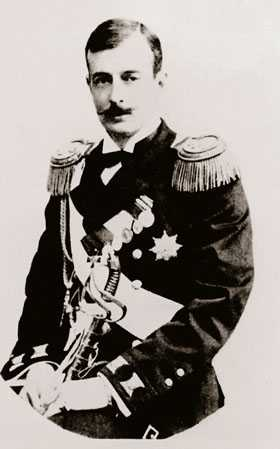
Kyrill Wladimirowitsch Romanow

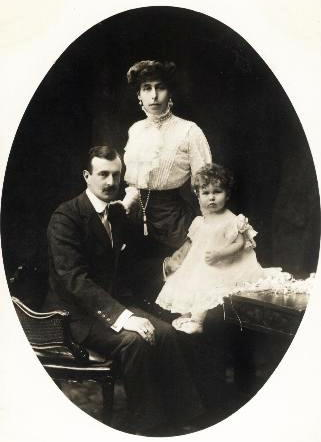
Großfürst Kyrill mit Ehefrau Viktoria Fjodorowna und Tochter Marie, 1909

Großfürst Kyrill Wladimirowitsch Romanow, russisch Кирилл Владимирович, wiss. Transliteration Kirill Vladimirovič; (* 30. Septemberjul. / 12. Oktober 1876greg. in Zarskoje Selo; † 12. Oktober 1938 in Neuilly-sur-Seine, Frankreich) war ein russischer Großfürst. 
Nach der Oktoberrevolution und der Ermordung Zar Nikolaus II. sowie dessen Bruders Michael wurde der Cousin des Zaren zum Oberhaupt des Hauses Romanow  und russischer Thronprätendent. Von 1924 bis zu seinem Tod nannte er sich Kaiser im Exil.

## Leben
Großfürst Kyrill wurde als Sohn des Großfürsten Wladimir Alexandrowitsch und der Großfürstin Maria Pawlowna, vor ihrem Übertritt zur russisch-orthodoxen Kirche Herzogin Marie zu Mecklenburg, geboren. Somit war er ein Enkel von Zar Alexander II.
Als ein direkter Nachkomme eines Zaren führte er neben dem Titel eines Großfürsten auch den einer Kaiserlichen Hoheit. Er wurde Konteradmiral der russischen Marine und Kommandant der Palastgarde des Zaren. Während des Russisch-Japanischen Krieges überlebte er 1904 den Untergang des Linienschiffes Petropawlowsk nach einer Minenexplosion.

### Ehe
Kyrill heiratete am 8. Oktober 1905 seine Cousine väterlicherseits, Prinzessin Victoria Melita von Sachsen-Coburg und Gotha. Sie war eine Tochter Herzog Alfred von Sachsen-Coburg und Gotha, dem zweitältesten Sohn Queen Victorias. Ihre Mutter war Kyrills Tante, Großfürstin Maria Alexandrowna, eine Schwester seines Vaters.
Die Ehe erregte viel Aufsehen im europäischen Adel, ließ sich Victoria doch gerade erst von ihrem ersten Mann, Großherzog Ernst Ludwig von Hessen-Darmstadt, scheiden. Dieser war ein Bruder der Zarin Alexandra Fjodorowna, geb. von Hessen-Darmstadt, die ohnehin weder gut auf ihre ehemalige Schwägerin noch auf ihren Cousin Kyrill zu sprechen war. Daher wurde sie zu einer treibenden Kraft in der Bewegung gegen diese Eheschließung. Kurz nach der Rückkehr nach Russland erkannte Nikolaus Kyrill seine Privilegien und Titel ab.
Nach mehreren Todesfällen innerhalb der Zarenfamilie war der Zar jedoch gezwungen, Kyrill wieder in die Familie aufzunehmen. Somit stand er an dritter Stelle der Thronfolge, und Victoria erhielt den Titel einer Großfürstin von Russland (IKH Großfürstin Viktoria Fjodorowna).
Das Paar hatte drei Kinder:
- Maria Kyrillowna (* 2. Februar 1907; † 27. Oktober 1951)
- Kira Kyrillowna (* 9. Mai 1909; † 8. September 1967)
- Wladimir Kyrillowitsch (* 30. August 1917; † 21. April 1992)

### Revolution
Nach der Absetzung des Zaren 1917 gelobte Kyrill der provisorischen Regierung seine Loyalität, indem er das rote Band auf seiner Uniform trug.
Nach der Oktoberrevolution flohen Kyrill und seine Familie erst nach Finnland und dann nach Coburg zur Familie seiner Gattin, Großfürstin Viktoria Fjodorowna. Zu guter Letzt gingen sie nach Frankreich, wo das Paar bis zu seinem Tod lebte.

### Im Exil

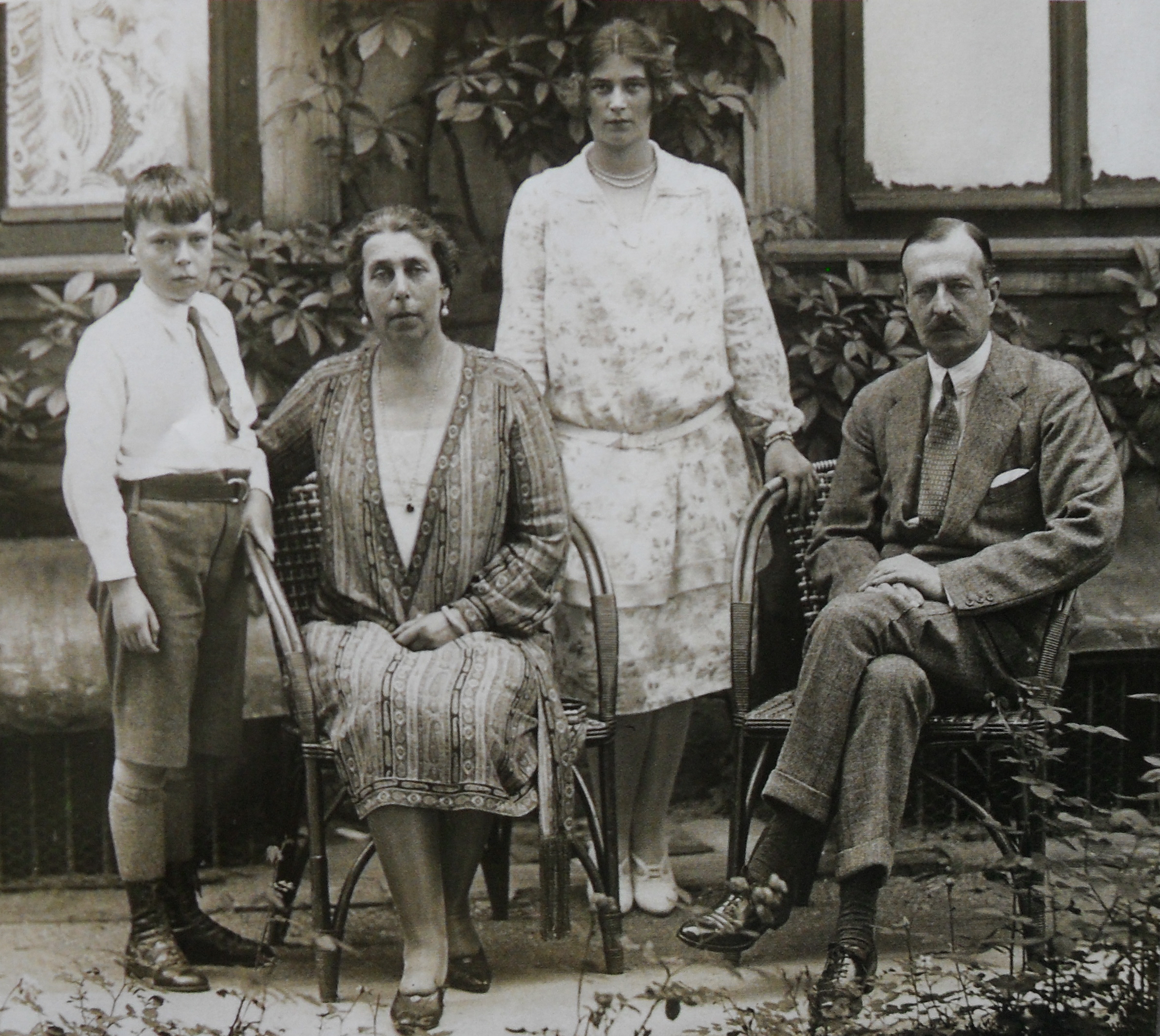
Kyrill und Viktoria mit ihren jüngsten Kindern Kira und Wladimir

1924 ernannte sich Kyrill in Paris zum Kaiser im Exil. Entsprechend den Thronfolgegesetzen des Zarenhauses wurde er nach der Ermordung Nikolaus II. durch die Bolschewiki zum Thronprätendenten.
Im Exil erfuhr Kyrill Unterstützung von Anhängern, die sich selbst Legitimisten nannten und in Kyrill den wahren Thronfolger sahen. Ihnen gegenüber standen jene, die der Überzeugung waren, ein neuer Zar könnte nur vom Semski Sobor ernannt werden, einer Art Ständeversammlung.
Seine vehementesten Anhänger waren die Mladorossy (Junge Russen), eine Gruppe von Legitimisten, die starke faschistische Züge aufwiesen. Ihrer Auffassung nach hätten Monarchie und Sowjetsystem nebeneinander existieren können. Ihr Motto lautete Zar der Sowjets. Kyrill wurde ihnen gegenüber misstrauisch, als herauskam, dass der Gründer der Organisation, Alexander Lwowitsch Kasem-Bek, Kontakte zur Gossudarstwennoje Polititscheskoje Uprawlenije (GPU) hatte. Kasem-Bek trat daraufhin von seinem Amt zurück. Während des Zweiten Weltkrieges hielt auch Kyrills Sohn Wladimir Kirillowitsch den Kontakt zu den Mladorossy aufrecht.
Kyrill Wladimirowitsch starb im Jahr 1938 und wurde im Herzoglichen Mausoleum in Coburg bestattet. Als Oberhaupt des Hauses Romanow und russischer Thronprätendent folgte ihm sein einziger Sohn Wladimir Kirillowitsch. Die sterblichen Überreste Kyrills wurden 1995 nach Sankt Petersburg überführt und in der Peter-und-Paul-Kathedrale beigesetzt.